# Coda (Musik)

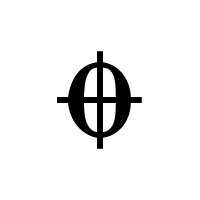
Coda-Zeichen

Als Koda oder Coda (italienisch für Schwanz) wird der angehängte, ausklingende Teil einer musikalischen Bedeutungseinheit bezeichnet. Dies kann ein Phrasenteil (Notation) sein, aber in größeren Formkategorien kann dem Codateil auch eine ganze thematische Episode zugeschrieben werden, Charakterzüge des ganzen Werks aufgreifen und zusammenfassen.
Als ein Phrasenteil ist eine Coda eine (meist repetierte) funktionale Kadenzformel (meist: D-T) nach dem Erreichen des Zeitpunkts des Phrasenschlusses, insofern also ein Anhang oder „Schwanz“.
Ein sehr populäres Beispiel für eine Coda dieser ersteren Bedeutung in der Popmusik ist das Fadeout bei All You Need Is Love von den Beatles (die diversen Zitate anderer musikalischer Werke, die dort eingearbeitet sind, gehören allerdings nicht zum wesentlich ausleitenden Material, zur schlichten repetierten Kadenzformel der Coda).
Besondere Bedeutung kommt der Coda in der Sonatenhauptsatzform zu. Als ein Phrasenteil leitet sie den zweiten Themenabschnitt (vor der Wiederholung des Expositionsteils) aus. Eine ähnliche Funktion wird bei dem üblichen überleitenden Abschnitt vom ersten zum zweiten Themenabschnitt erfüllt.
Ein im Sonatenhauptsatz ebenfalls als Coda (bzw. Coda-Abschnitt) bezeichneter Formteil (der also vollständige Phrasengestalten enthalten kann) folgt mitunter dem Schluss-Zeitpunkt des Reprisenteils, grundsätzlich entweder anstelle des Reprisenteils oder (meist) als deren Ausweitung bei der Wiederholung des Durchführung-Reprise-Abschnitts. Ludwig van Beethoven räumte der Coda (in diesem letzteren Sinne) mitunter einen Stellenwert ein, wie er zuvor allein dem Reprisenteil zukam.

## Notation
In der Musiknotation wird das Codazeichen  verwendet, wenn die Coda eines Stückes beginnen soll, bevor die Wiederholung ganz beendet ist (Absprung- und Einsprungmarkierung). In diesem Fall steht das Codazeichen an der Stelle, bis zu der wiederholt werden soll, und am Beginn der Coda.

## Zwei Schlussteile: Codetta
Nicht jedes Musikstück kommt mit nur einer Coda aus. Auch in der Popmusik existiert eine Vielzahl an Musikstücken, die eine deutlich komplexere Struktur aufweisen und nicht mit einem einzigen Schlussteil auskommen. Hier fungiert die Coda als Teil vor dem eigentlichen Schlussteil: z. B. verzweigt sie noch ein letztes Mal zum Refrain, einer kompletten Strophe mit oder ohne Refrain, oder einer Zwischenstrophe (Bridge) und springt schließlich in die sogenannte Codetta (Diminutiv von coda), die mit zwei nebeneinanderliegenden Coda-Zeichen notiert wird.